# Индонезија
Индонезија (инд. Indonesia), или званично Република Индонезија (инд. Republik Indonesia), држава је у југоисточној Азији. Обухвата архипелаг од 13.466 острва и највећа је острвска држава на свету и по броју становника и по површини, по површини је и 14. највећа земља на свету., међу којима се издвајају Борнео, Суматра, Јава, које је најнасељеније острво на свету са преко 140 милиона становника и у којем живи 50% целокупног становништва, Мадура, Бали, Ломбок, Ниас, Сумбава, Сумба, Флорес, Тимор, Сулавеси, Халмахера, Амбон, Комодо, Кракатау, Алор, Белитунг, Бинтан, Ринка, Банка, Буру, Серам и западни део Нове Гвинеје и хиљаде малих и ненасељених острва. Према процени, Индонезија је 2016. имала више од 260 милиона становника, што ју је сврстало на четврто место у свету. Такође, Индонезија је земља са највише становника у којој су муслимани већина.
По друштвеном уређењу је република са председником на челу државе. Подељена је на 34 провинције, од којих пет имају посебан административни статус. Главни град је Џакарта на острву Јава, међутим влада је најавила да ће престоницу преместити у град Нусантара у области Калимантан. Председник Џоко Видодо је први најавио да ће престоница бити пресељена још 2019. године, наводећи забринутост због еколошке и економске одрживости Џакарте. Џакарта се налази на мочварном тлу у близини мора, што је чини посебно осетљивом на поплаве. Светски економски форум наводи да је то један од градова, који најбрже тону. Тај град тоне у Јаванско море алармантном брзином, због прекомерног извлачења подземних вода. Пресељење ће почети између 2022. и 2024. године, а вредност пројекта је 32 милијарде долара. Ново име града одабрао је председник Видодо, а име значи „архипелаг“. Џакарта остаје главни град, док се не изда председнички декрет, којим ће се формализовати промена. Индонезија има копнену границу са Папуом Новом Гвинејом, Источним Тимором, и Малезијом. Поред њих суседне земље су и Сингапур, Филипини, Аустралија, Палау и територија Индије Андаманска и Никобарска острва.
Индонезија је оснивач Покрета несврстаних, Асоцијације нација Југоисточне Азије и члан је групе Г-20. По висини номиналног БДП-а налази се на 16. а по висини БДП-а мереног паритетом куповне моћи на осмом месту у свету.
Индонежански архипелаг представља важно трговачко подручје од 7. века када су некадашње државе Сривиџаја и Маџапахит трговале са Кином и Индијом. Још од почетка нове ере тамошњи владари постепено прихватају стране културне, верске и политичке узоре, и долази до процвата хиндуистичких и будистичких краљевстава. Привучене природним богатствима, стране силе су у знатној мери обликовале индонежанску историју. Муслимански трговци донели су, сада преовлађујући, ислам, док су европске силе донеле хришћанство. Ове две стране су се сукобиле око монопола у трговини зачинима у подручју Молучких острва током Доба великих географских открића. Након Другог светског рата, Индонезија је успела да избори независност, чиме је окончана троиповековна првенствено холандска, а у нешто мањој мери британска, француска и португалска, колонијална владавина. Од тада њена историја је прилично бурна од владавина председника Сукарна и Сухарта, јер се сусреће са изазовима попут природних катастрофа, масовних погрома, корупције, сепаратизма, демократизације, и раздобљима брзих привредних промена.
Становници Индонезије су припадници стотина различитих етничких и лингвистичких група. Највећа, уједно и преовлађујућа, етничка група су Јаванци. Развијен је заједнички идентитет, дефинисан националним језиком, етничком шароликошћу, верским плурализмом унутар већински муслиманског становништва, и историјом колонијализма и отпора према њему. Национални мото Индонезије, Bhinneka Tunggal Ika (Јединство у различитости), наглашава различитост која обликује ову земљу. Без обзира што има велики број становника и густо насељене области, Индонезија има и огромне пределе богате флором и фауном, захваљујући чему је сврстана на друго место у свету по биолошкој разноврсности.

## Порекло имена
Назив Индонезија је изведен из грчких речи индос и несос, што значи Индијско острво. Име потиче из 18. века, далеко пре настанка независне Индонезије. Џорџ Виндзор Ерл, енглески етнолог, предложио је 1850. термине Индунежани и Малајунежани за становнике „Индијског архипелага или Малајског архипелага“. У истој публикацији, један Ерлов студент, Џејмс Ричардсон Логан, користио је Индонезију као синоним за Индијски архипелаг. Међутим, холандски академици у публикацијама о Источним Индијама одбацивали су употребу израза Индонезија. Уместо њега, они су користили изразе Малајски архипелаг (хол. Maleische Archipel); Холандска Источна Индија (хол. Nederlandsch Oost Indië), краће Индија (хол. Indië); Исток (хол. de Oost) и Инсулиндија (хол. Insulinde).
Након 1900. назив Индонезија се проширио у академским круговима ван Холандије, а индонежанске националистичке групе су га прихватиле за испољавање своје политике. Адолф Бастијан са Универзитета у Берлину популарисао је ово име у својој књизи Индонезија или острва Малајског архипелага, 1884-1894. Први индонежански научник који је употребио овај назив био је Суварди Сурјанинграт, када је 1913. основао биро за штампу у Холандији под именом Indonesisch Pers-bureau.

## Географија

### Положај
Индонезија је смештена између 11°ЈГШ и 6 °CГШ, и између 94. и 141. степена ИГД. Заузима површину од 1.919.440 km², што је сврстава на петнаесто место у свету. Чине је 17.504 острва, од којих је око 6.000 настањено. Највећа острва су Јава, Суматра, Борнео (дели га са Брунејем и Малезијом), Нова Гвинеја, коју дели са Папуом Новом Гвинејом, и Сулавеси. Индонезија има копнену границу са Малезијом на Борнеу, Папуом Новом Гвинејом на Новој Гвинеји, и Источним Тимором на острву Тимор. Поморску границу има са Сингапуром, Малезијом, Филипинима, и Палауом према северу, док је на југу Аустралија. Главни и највећи град је Џакарта, смештена на Јави, а остали већи градови су Сурабаја, Бандунг, Медан, и Семаранг.

### Геологија и рељеф
Највиши врх је Пунцак Џаја, висине 4.884 метра, на планини Карстенс. Највеће језеро је Тоба на Суматри са површином од 1.145 km². Највеће реке се налазе на Калимантану (део Борнеа), међу којима се издвајају Махакам и Барито.
С обзиром да се налази на ободима пацифичке, евроазијске, и аустралијске тектонске плоче у Индонезији се налазе бројни вулкани. Такође, чести су и земљотреси. Индонезија има најмање 150 активним вулкана, међу којима су Кракатау и Тамбора, познати по разорним ерупцијама у 19. веку. Ерупција супервулкана Тоба, пре отприлике 70.000 година, била је једна од највећих ерупција икада, и представљала је глобалну катастрофу.
Последњих година Индонезија је претрпела две велике природне непогоде изазване сеизмичком активношћу; цунами 2004, за који се процењује да је усмртио 167.736 особа у северном делу Суматре, и земљотрес у Јогјакарти из 2006. Међутим, вулкански пепео значајно доприноси великој плодности пољопривредног земљишта која је омогућила да се током историје на подручју Јаве и Балија одржи висока густина насељености.

### Воде
Најдужа река у Индонезији је Капуас на острву Борнео, а највеће језеро је Тоба на острву Суматра .

### Клима
Индонезију карактерише тропска клима, са два монсунска годишња доба: влажним и сувим. Просечна годишња количина падавина у низијским пределима се креће између 1.780 и 3.175 литара по квадратном метру, док је у планинским областима и до 6.100 литара по квадратном метру. Највише падавина имају планински предели, нарочито западна обала Суматре, западна Јава, Калимантан, Сулавеси и Папуа. Влажност је велика у целој земљи, у просеку око 80%. Промене температуре током године су веома мале; у Џакарти је просечна температура током дана између 26 и 30 °C.

### Флора и фауна
Захваљујући свој величини, тропској клими, и мноштву острва Индонезија је по броју биљних и животињских врста на другом месту у свету, после Бразила. Њена флора и фауна је мешавина азијских и аустралазијских врста. Острва Сундског шелфа (Суматра, Јава, Борнео, и Бали) некада су била спојена са азијским континентом, захваљујући чему обилују азијском фауном. Мноштво великих животиња, као што су тигар, носорог, орангутан, слон, и леопард, некада се могло срести према истоку све до острва Бали, али је њихов број данас знатно мањи. Шуме покривају приближно 60% територије Индонезије. На Суматри и Калимантану преовлађују биљке карактеристичне за Азију. Међутим, шуме на мањој и гушће насељеној Јави, углавном су раскрчене ради изградње насеља и бављења пољопривредом.
На Сулавесију, Нуси Тенгари, и Молуцима је захваљујући одвојености од континенталне масе настала аутентична флора и фауна. Папуа је као део некадашње аустралијске континенталне масе станиште јединствене флоре и фауне веома сличне аустралијској, међу које спада преко шестсто врста птица.
Индонезија, после Аустралије, има највише ендемских врста, јер је 36% од 1.531 врсте птица и 39% од 515 врста сисара на Индонезији ендемско.
Индонежанску обалу, дугу око 80.000 km, окружују тропска мора доприносећи тиме високом степену биодиверзитета. Индонезија има мноштво морских и приобалних екосистема, међу којима су плаже, пешчане дине, естуари, мангрове, корални гребени, морске траве, муљевите обале, алге и мањи острвски екосистеми. Индонезија је једна од земаља Коралног троугла са највећом разноврсношћу рибе која живи у коралним гребенима. Само у источној Индонезији има више од 1.650 врста ове рибе. Алфред Волис, британски природњак, дефинисао је линију разграничења између азијских и аустралазијских врста у Индонезији. Позната као Волисова линија она се протеже правцем север-југ дуж ивице Сундског шелфа, између Калимантана и Сулавесија, и дуж Ломбочког мореуза, између Ломбока и Балија. Западно од ове линије флора и фауна је више азијска, док идући источно од Ломбока постаје све више аустралијска. У својој књизи из 1869. „Малајски архипелаг“, Волис је описао бројне врсте јединствене на свету. Подручје на ком се налазе острва између његове линије и Нове Гвинеје данас се назива Волисеја.

## Животна средина
Велики број становника и убрзана индустријализација представљају озбиљне проблеме по животну средину Индонезије, којој се често придаје мањи значај због великог сиромаштва и мањка средстава. У ове проблеме спада крчење великих површина под шумом (углавном илегално) и пратећи пожари, који узрокују појаву великог смога над деловима западне Индонезије, Малезије и Сингапура; превелики излов рибе и морских плодова; и проблеми животне средине настали убрзаном урбанизацијом и привредним развојем (загађење ваздуха, загушење саобраћаја, управљање отпадом, обезбеђивање питке воде и управљање отпадним водама). Сечом шума и уништавањем тресетишта Индонезија је постала трећи емитер гасова који доприносе стварању ефекта стаклене баште. Уништавање станишта угрожава опстанак аутохтоних и ендемских врста. Међународна унија за конзервацију (IUCN) евидентирала је 140 угрожених врста сисара, као и 15 других врста које су пред изумирањем, међу које спада и чворак са Балија, Суматрански орангутан, и Јавански носорог. Главни разлог због ког се у Индонезији шуме масовно крче јесте стварање обрадивог земљишта за производњу палминог уља. Плантаже са палмама се простиру на девет милиона хектара а до 2025. би требало да заузимају двадесет шест милиона хектара.

## Историја

### Преисторијско раздобље
Фосили и остаци алата указују да се пре 1,5 милиона година на индонежанском архипелагу појавио хомо еректус, у народу познат као јавански човек, који је ту живео до пре 35.000 година. Хомо сапиенс се појавио у овој области пре 45.000 година. У суседном Источном Тимору су 2011. пронашли доказе на основу којих се може закључити да су први становници архипелага пре 42.000 година у великим количинама ловили рибу као што је туна, а умели су и да прелазе океан, да би дошли до Аустралије и других острва.
Аустронезијски народи, који чине већину данашњих становника архипелага, дошли су у југоисточну Азију са Тајвана. Процењује се да су у Индонезију дошли око 2.000 године пре нове ере, и раширивши се по архипелагу, потиснули су домороце Меланежане у најисточније пределе. Повољни услови за бављење пољопривредом, и овладавање узгоја пиринча, већ почетком осмог века пре нове ере, омогућило је процват села, градова и малих краљевстава до првог века нове ере. Стратешка позиција Индонезије допринела је развоју међуострвске и међународне трговине, укључујући и везе са индијским краљевствима и Кином, која је успостављена неколико векова пре нове ере. Од онда је трговина пресудно утицала на индонежанску историју.

### Доба хиндуистичких и будистичких краљевстава
Развојем трговине са Индијом, нарочито са областима којима је владала династија Палава, током 4. и 5. века на простор данашње Индонезије долазе хиндуизам и махајана будизам. О томе сведоче краљевства из овог раздобља: Кутаи, Таруманагара, и Кантоли. Од седмог века, као резултат трговине и утицаја хиндуизма и будизма, долази до ширења моћног Сривиџајанског краљевства. Између 8. и 10. века будистичка Саилендра и хиндуистичка Матар династија доживеле су свој успон и пад у унутрашњости острва Јава, остављајући за собом монументалне верске споменике као што су Борободур, династије Саилендра, и Прамбанан, династије Матарам. Хиндуистичко краљевство Маџапахит настало је у источном делу Јаве крајем 13. века а под вођством Гаџа Маде остварило је утицај на већем делу Индонезије.

### Ширење ислама и европска колонизација
Ислам су на подручје Индонезије донели муслимански трговци у 13. веку. Ширење ислама је почело са севера Суматре. Остали делови Индонезије су постепено прихватали ислам, да би крајем 16. века ова религија постала доминантна на Јави и Суматри. Највећим делом, ислам је прихватио постојеће културне и верске утицаје, чиме је створен преовлађујући облик ислама у Индонезији, нарочито на Јави. Индонежански народи и Европљани су први пут дошли у контакт 1512, када су португалски трговци, предвођени Франсиском Сераом, покушали да монополизују изворе орашчића, каранфилића, и бибера на Молучким острвима. Њих су следили холандски и британски трговци. Холанђани су 1602. основали Холандску источноиндијску компанију и постали доминантна европска сила на овом подручју. Након што је банкротирала, Холандска источноиндијска компанија је ликвидирана 1800. а холандска влада је на њеним поседима основала Холандску Индију.

### Други светски рат и независност
Током већег дела колонијалног раздобља, Холанђани су вршили власт само у приобалним упориштима; тек се почетком 20. века холандска доминација проширила се на подручје данашње Индонезије. Јапанска окупација током Другог светског рата окончала је холандску владавину и охрабрила раније потиснути индонежански покрет отпора. Уједињене нације су неколико деценија касније објавиле извештај по ком је током јапанске окупације индонежанског архипелага страдало четири милиона људи. Две недеље пре капитулације Јапана, 17. августа 1945, Сукарно, утицајни националистички вођа, прогласио је независност и постављен је за председника. Нешто касније, Холандија је покушала да поново успостави власт над овим подручјем што је довело до Индонезијског рата за независност који је окончан децембра 1949, када су под међународним притиском Холанђани званично признали независност Индонезије са изузетком холандске територије у Западној Новој Гвинеји, присаједињене Индонезији након Њујоршког споразума из 1962, и Акта о слободном избору 1969. подржаним од Уједињених нација. Овај споразум је изазвао недоумице око валидности гласања становништва Западне Нове Гвинеје на плебисциту.

### Нови поредаки реформе
Сукарно је владао политиком чврсте руке а моћ је одржавао балансирајући између војске и Комунистичке партије Индонезије. Покушај пуча 30. септембра 1965. спречила је армија након чега је спровела насилну антикомунистичку чистку, током које је комунистичка партија оптужена за пуч и практично уништена. Процењује се да је током овог погрома побијено више стотина хиљада људи. Начелник генералштаба, генерал Сухарто, надмудрио је политички ослабљеног Сукарна и формално је именован за председника марта 1968. године. Његову владу Новог поретка подржала је администрација САД,
 и подстакла прилив страних директних инвестиција у Индонезију, што је био главни разлог знатног привредног раста током више од три деценије. Међутим, ауторитарни Нови поредак је оптужен за корупцију и сузбијање политичке опозиције.
Индонезија је најтеже погођена Азијском финансијском кризом крајем деведесетих година 20. века. Као резултат тога долази до протеста против Новог поретка и Сухартове оставке у мају 1998. године. Источни Тимор је 1999. изгласао независност од Индонезије, након двадесетпетогодишње војне окупације. Након Сухартове оставке јачање демократије обухватило је давање регионалне аутономије и прве директне председничке изборе одржане 2004. године. Политичка и економска нестабилност, социјално незадовољство, корупција и тероризам успорили су напредак; међутим, током последњих пет година привреда Индонезије бележи високе стопе раста. Иако су односи између различитих верских и етничких група углавном складни, секташко незадовољство и насиље се и даље јавља. Са наоружаним сепаратистима у Аћеху је 2005. постигнут политички договор. Џоко Видодо је на изборима 2014. изабран за председника Индонезије.

## Политика
Индонезија је по друштвеном уређењу република са председничким системом. Као унитарна држава, извршну власт има централна влада. Председник Индонезије је шеф државе и владе и врховни командант Националних оружаних снага Индонезије. Председнички избори 2004. су били први на којима су грађани директно бирали председника и потпредседника. На положају председника једна особа може да буде у највише два узастопна петогодишња мандата.
Највише представничко тело је Народна консултативна скупштина (инд. Majelis Permusyawaratan Rakyat). Њена основна улога је поштовање и евентуално доношење измена устава, инаугурисање председника, спровођење главних потеза државне политике. Такође, она има могућност опозива председника. Народну консултативну скупштину чине два дома; Народно представничко веће (инд. Dewan Perwakilan Rakyat) са 560 чланова, и Регионално представничко веће (инд. Dewan Perwakilan Daerah) са 136 чланова. Народно заступничко веће доноси законе и надзире извршну власт; њени чланови се бирају по пропорционалном систему на петогодишњи мандат. Регионално представничко веће је формирано након амандмана на устав из 2001. с циљем регионалног управљања. Њега чине по четири представника, делегирана на народним изборима, из сваке од тридесет четири провинције, са мандатом од пет година.
Врховни суд Индонезије (инд. Mahkamah Agung) највиша је судска инстанца. Судије Врховног суда именује председник Индонезије. Уставни суд доноси пресуде везане за уставна и политичка питања, док Судска комисија (инд. Komisi Yudisial) надгледа рад судија.

## Спољни односи и оружане снаге
Током Сукарнове владавине спољну политику Индонезије карактерисала је антиимперијалистичка антипатија према западним силама и напети односи са Малезијом. Након промене власти крајем деведесетих година 20. века спољна политика земље се окреће ка привредној и политичкој сарадњи са Западом. Индонезија одржава блиске везе са азијским суседима, такође, оснивач је Асоцијације нација Југоисточне Азије и Самита источне Азије. Дипломатски односи са Народном Републиком Кином су обновљени 1990. пошто су били замрзнути након антикомунистичких прогона почетком Сухартове владавине. Индонезија је чланица Уједињених нација од 1950, оснивач је Покрета несврстаних и Организације исламске конференције (сада Организације исламске сарадње). Индонезија је потписница споразума о слободној трговини земаља АСЕАН-а, чланица је Групе Кернс и Светске трговинске организације. Иако је била дугогодишња чланица ОПЕК-а из ове организације се повукла 2008. јер више није извозница нафте. 
Оружане снаге Индонезије (инд. Tentara Nasional Indonesia) чине копнена војска (инд. Angkatan Darat), морнарица (инд. Angkatan Laut), заједно са маринцима, и ратно ваздухопловство (инд. Angkatan Udara). Број припадника оружаних снага се креће око четиристо хиљада. Издаци за одбрану су 2006. износили око 4% БДП-а. Након Сухартове владавине представници оружаних снага су изгубили своје место у парламенту, мада је њихов политички утицај и даље веома присутан.
Сепаратистички покрети у провинцијама Аћех и Папуа изазвали су оружане сукобе, и касније оптужбе за кршење људских права и бруталност сваке од страна. Спорадични тридесетогодишњи герилски рат између Покрета за слободни Аћех (инд. Gerakan Aceh Merdeka) и индонежанске војске закључен је споразумом о обустави борби 2005. године. У Папуи су, током владавине председника Сусила Бамбанг Јудојона, постигнути значајни резултати у примени закона о регионалној аутономији, чиме је смањена стопа насиља и кршења људских права.

## Административна подела
Индонезија је подељена на 34 провинције, од којих пет има посебан статус. Свака провинција има законодавну власт и гувернера. Провинције су подељене на регенства (инд. kabupaten) и градове (инд. kota), који се деле на дистрикте, и на села. Село је најмања јединица самоуправе у Индонезији. Спровођењем мера регионалне аутономије 2001. године, регенства и градови су постали кључне јединице управе, одговорне за рад већине владиних служби. На свакодневни живот грађана највећи утицај има сеоска администрација.
Провинције Аћех, Џакарта, Јогјакарта, Папуа, и Западна Папуа имају веће законодавне принадлежности и виши степен аутономије него друге провинције. Аћешка влада, на пример, има право да самостално уноси одређене одредбе у своје законодавство; она је 2003. институционализовала један облик шеријатског права. Јогјакарти је гарантован статус Посебног Региона као признање за подршку коју је пружила на почетку Индонежанске револуције и њеној спремности да се придружи Индонезији. Папуа, раније позната као Иријан Џаја, добила је посебан аутономни статус 2001. а две године касније је подељена на Папуу и Западну Папуу. Главни град Џакарта такође има статус посебног региона. 
Списак индонежанских провинција и њихових главних градова по регионима

* провинције са посебним статусом
| Суматра - Аћех (Nanggroe Aceh Darussalam) * – Банда Аћех - Северна Суматра (Sumatera Utara) – Медан - Западна Суматра (Sumatera Barat) – Паданг - Ријау (Riau) – Пеканбару - Острва Ријау (Kepulauan Riau) – Танџунг Пинанг - Џамби – Џамби - Јужна Суматра (Sumatera Selatan) – Палембанг - Бангка Белитунг (Kepulauan Bangka-Belitung) – Пангкал Пинанг - Бенгкулу (Bengkulu) – Бенгкулу - Лампунг (Lampung) – Бандар Лампунг Јава - Посебни регион главног града Џакарте* (Daerah Khusus Ibu Kota Jakarta) – Џакарта - Бантен (Banten) – Серанг - Западна Јава (Jawa Barat) – Бандунг - Централна Јава (Jawa Tengah) – Семаранг - Јогјакарта* (Daerah Istimewa Yogyakarta) – Јогјакарта - Источна Јава (Jawa Timur) – Сурабаја Мала Сундска острва - Бали (Bali) – Денпасар - Западна Нуса Тенгара (Nusa Tenggara Barat) – Матарам - Источна Нуса Тенгара (Nusa Tenggara Timur) – Купанг | Калимантан - Западни Калимантан (Kalimantan Barat) – Понтијнак - Централни Калимантан (Kalimantan Tengah) – Палангкараја - Јужни Калимантан (Kalimantan Selatan) – Банџармасин - Источни Калимантан (Kalimantan Timur) – Самаринда - Северни Калимантан (Kalimantan Utara) – Танџунг Селор Сулавеси - Северни Сулавеси (Sulawesi Utara) – Манадо - Горонтало – Горонтало - Централни Сулавеси (Sulawesi Tengah) – Палу - Западни Сулавеси (Sulawesi Barat) – Мамуџу - Јужни Сулавеси (Sulawesi Selatan) – Макасар - Југоисточни Сулавеси (Sulawesi Tenggara) – Кендари Молуци - Молуци – Амбон - Северни Молуци (Maluku Utara) – Софифи Западна Нова Гвинеја - Западна Папуа* (Papua Barat) – Маноквари - Папуа* – Џајапура |

## Привреда
Индонезија има мешовиту привреду у којој и приватни сектор и влада имају значајне улоге. Номинални бруто друштвени производ Индонезије је у 2014. износио 888,538 милијарди америчких долара, или 3.523 долара по становнику. По висини номиналног БДП-а налази се на шеснаестом а по висини БДП-а мереног паритетом куповне моћи на осмом месту у свету. Спољни дуг државе је у 2012. чинио 29% номиналног БДП-а. Прерађивачки сектор је највећи и ствара 46,4% БДП-а (2012), следи сектор услуга који остварује 38,6% БДП-а и пољопривреда са 14,4% БДП-а. У пољопривреди ради 34%, у производњи 13,3%, док у услужним делатностима ради 28,7% радно способног становништва.
Индонезија је 2014. извезла робу и услуге у вредности од 176 а увезла у износу од 178 милијарди америчких долара. Главни спољнотрговински партнери су Јапан, Кина, Сингапур, Јужна Кореја и САД, као и земље Европске уније.
Пиринач је најважнија пољопривредна култура у земљи а Индонезија је трећи произвођач ове намирнице у свету, док је у производњи палминог уља, каучука, касаве и кокоса на првом месту у свету. Остали битнији пољопривредни производи су какао, кафа, дуван, чај, и банане.
Као велики произвођач нафте Индонезија је дуго година била чланица ОПЕК-а, све до 2009. када је замрзла чланство. Рекордну производњу нафте остваривала је 1981. и 1991. од када је производња преполовљена. Дневна производња нафте је током 2014. била 852.000 барела што је Индонезију сврстало на 23. место у свету. Током 2014. Индонезија је произвела 73,4 милијарде кубних метара природног гаса, по чему је 10. у свету, док су домаће потребе биле скоро упола мање и износиле су 38,4 милијарде кубних метара.

## Становништво
Према резултатима пописа становништва спроведеног 2010. у Индонезији је живело 237,6 милиона становника. Према процени из 2017. године, Индонезија је имала 260 милиона становника. Просечна стопа природног прираштаја је у раздобљу од 2000. до 2010. износила 1,49%. Становништво Индонезије је неравномерно распоређено па нека подручја, као што је Јава, где живи 140 милиона становника на острву, имају изузетно велику густину насељености, док су нека, попут Папуе, ретко насељена. У просеку у Индонезији живе 132 особе по квадратном километру, међутим, на Јави тај број прелази 1.000, a на подручју Џакарте живи више од 15.000 људи по квадратном километру. На Јави живи 57% становништва Индонезије, уједно је ово острво најнасељеније на свету.

### Етничка структура
У етничком погледу становништво Индонезије је веома хетерогено. На индонежанском архипелагу постоје 634 етничке групе и подгрупе, и говори се више од 1.400 језика. Већина Индонежана су потомци аустронезијских народа који су на ово подручје вероватно дошли са Тајвана. Друга већа групација су Меланежани, који настањују источну Индонезију.
Јаванци чине нешто више од 40% становника Индонезије и далеко су најбројнија етничка група. Такође, они су доминантни и у политичком и у културном погледу. Поред њих, најбројније етничке групе су Сунди (15,5%), Малајци (3,7%), Батаци (3,58%), Мадурци (3,03%), Бетави (2,88%), Минангкабауи (2,73%), Бугинци (2,71%), Бантенци (1,96%), и Банјарци (1,74%). Етнички Кинези чине нешто више од једног процента становништва али су веома утицајни, посебно у сфери привреде и трговине.

### Религија
Иако је у Индонезији слобода вероисповести зајамчена уставом, званично је признато само шест религија: ислам, хришћанство (протестантизам, римокатолицизам), хиндуизам, будизам и конфучијанизам. Доминантна религија је ислам, коју исповеда 87,2% становника, такође, Индонезија је земља са највише становника у којој су муслимани већина. Скоро целокупно муслиманско становништво су сунити, док шиити чине 0,5% а ахмедије 0,2% исламских верника у земљи. Протестанти чине 6,96%, католици 2,91%, хиндуисти 1,69%, будисти 0,72% становништва. У 13. веку ислам су на просторе индонежанског архипелага донели арапски трговци, а до 16. века постао је доминантна религија. Католицизам је у ове крајеве дошао са првим португалским колонистима и мисионарима, док је ширење протестантизма резултат колонијалне владавине Холанђана. Већина индонежанских хиндуиста су Балинежани, а већина будиста су етнички Кинези. Без обзира што су хиндуизам и будизам мањинске религије оне имају снажан утицај на индонежанску културу. 
- Хиндуистички храм у унутрашњости вулкана Тенгер на Јави
- Катедрала у Џакарти
- Кинески храм на Јави

### Језици
Званични национални језик је индонежански. Користи се у школама, политичком животу, економији, трговини, медијима. Скоро сви Индонежани разумеју овај језик. Индонежански језик је веома сличан малајском језику. Промовисали су га националисти 1920-их, а постао је званичан стицањем независности 1945. Већина Индонежана говори и неке од стотина локалних језика. Међу њима је најзначајнији јавански, као језик највеће и најутицајније етничке групе.
На западној Новој Гвинеји, регији са свега 2,7 милиона становника, говори се више од 500 домородачких папуанских и аустронезијских језика.

## Култура
Етничка шароликост Индонезије је допринела високом степену културне разноврсности овог поднебља. На развој овдашње културе велики утицај су имали будизам, хиндуизам, ислам, као и разни облици паганизма. Такође, страни освајачи Индуси, Кинези, Арапи и Европљани су дали значајан културни допринос индонежанском архипелагу.

### Књижевност
Књижевност на овом поднебљу може се поделити на четири периода: најстарији прехинду, хинду-будистички, исламски и савремени. Из прехинду периода је остало мало сачуваних дела. Од VII до XV века трајао је хинду-будистички период, током ког се књижевност развијала на дворовима принчева феудалаца. Ондашњи књижевници су углавном писали химне и похвале у славу краљева и принчева; на јаванском и на санскрту. Током владавине краља Хајам-Варука у VIII веку, Пу Прапанти је написао дело Нагаракртагама у ком је описао величину Хајрам-Варукиног краљевства, као и његова путовања. Други знаменити књижевник у овом раздобљу, Мпу Тантулар, написао је дело Параратон у ком је описан живот индонежанских краљева, поред тога он је заслужан за крилатицу јединство у различитости која се налази на грбу Индонезије.
У исламском периоду долази до бржег развоја књижевности, нарочито на средњој и источној Јави. Под утицајем исламске теологије на јаванском језику дела су написали књижевници Ћособипура и Ронговарсито. Упоредо се развија и књижевност на малајском, на ком је написана легендарна прича Хикајат Ханг Туах, о херојским делима официра Ханг Туаха.
Значај и утицај индонежанског језика расте почетком 20. века. Тада настаје савремена индонежанска књижевност а двадесетих година 20. века јављају се нови литерарни правци. Међу њима се истиче рад групе Пуџанг бару коју предводи песник и есејист Такдир Али Сјахбан. Поред њега у овој групи су и Санеси Пане и његов брат Армијин Пане. Абдул Муис је са романом Немудро васпитање постигао велики успех.
Стварањем индонежанске државе на сцену ступа нова генерација младих индонежанских писаца, која одбацује старомодно и традиционално и ствара нови књижевни израз. Најзнаменитији међу њима је песник Чаирил Анвар, који је описивао психичка стања и узбуђења, а његова збирка Бука и прашина из 1949. доживела је велики успех. Поред њега ту су и Посихон Анвара и Асрул Санија.
У савременој индонежанској књижевности издвајају се Мултатули, критичар односа Холанђана према Индонежанима током колонијалне владавине; Мухамед Јами и Хамка, утицајни национални писци и политичари, и писац социјалних тематике Прамудја Ананта Тур, најпознатији индонежански романописац.
На свим индонежанским острвима развијена је усмена народна књижевност, која обилује бајкама, загонеткама, изрекама и пословицама.

## Спорт
Најпопуларнији спортови у Индонезији су бадминтон и фудбал. Индонежански играчи бадминтона су од 1949. освојили Томасов куп (екипно светско првенство за мушкарце) тринаест пута, као и бројне медаље на Олимпијским играма. У женској конкуренцији су освојили Убер куп, еквивалент Томасовом купу, три пута, 1975, 1994. и 1996. године. Највећи успеси индонежанске фудбалске репрезентације су учешће на Светском првенству 1938. као Холандска Индија и на Олимпијским играма 1956. када су одиграли нерешено са репрезентацијом Совјетског Савеза. На Азијским играма 1958. освојили су бронзану медаљу, док су се на Купу Азије појавили први пут 1996. године. На куповима Азије 2000, 2004. и 2007. Индонезија није успела да прође први круг такмичења.
Бокс је најпопуларнији борилачки спорт. Неки од познатијих индонежанских боксера су Елијас Пикал, троструки првак у супермува категорији у верзији IBF; Нико Томас, Мухамед Рахман, и Крис Џон. Међу традиционалне спортове спада сепак такро, и трка бикова у Мадури. Пенчак силат је индонежанска борилачка вештина уврштена међу дисциплине на Играма југоисточне Азије.
Индонезија је од 1977. десет пута била најуспешнија на Играма југоисточне Азије.